# Mùa bão Tây Nam Ấn Độ Dương 2018–19
Mùa bão Tây Nam Ấn Độ Dương 2018–19 là một sự kiện đã diễn ra trong chu kỳ hàng năm về sự hình thành các xoáy thuận nhiệt đới. Mùa bão chính thức bắt đầu vào ngày 15 tháng 11 năm 2018 và sẽ kết thúc vào ngày 30 tháng 4 năm 2019, ngoại trừ Mauritius và Seychelles, sẽ kết thúc vào ngày 15 tháng 5 năm 2019. Những ngày này thường phân định giai đoạn mỗi năm khi nhiệt đới nhất và lốc xoáy cận nhiệt đới hình thành trong lưu vực, nằm ở phía tây 90 ° E và phía nam Xích đạo. Bão nhiệt đới và cận nhiệt đới trong lưu vực này được theo dõi bởi Trung tâm Khí tượng Chuyên ngành Khu vực ở Réunion.

## Tóm tắt mùa bão
Thang bão MFR
Thang bão Saffir-Simpson
Bão nhiệt đới đầu tiên là một cơn bão nhiệt đới vừa phải chưa được đặt tên hình thành ở phía đông bắc Madagascar vào ngày 13 tháng 9 năm 2018, hai tháng trước khi mùa giải chính thức bắt đầu. Hai cơn bão hình thành trong tháng 11, với Bão nhiệt đới dữ dội Alcide hình thành vào ngày 5 tháng 11 và Bão nhiệt đới nghiêm trọng Bouchra đi vào lưu vực từ khu vực Australia vào ngày 9 tháng 11. Hai cơn bão nhiệt đới hình thành trong tháng 12 là Cilida và Kenanga. Bão nhiệt đới dữ dội Kenanga đã đi vào lưu vực từ khu vực Australia và giữ nguyên tên do TCWC Jakarta đặt . Hai cơn bão nhiệt đới vừa hình thành trong tháng 1 là Desmond và Eketsang. Năm cơn bão nhiệt đới dữ dội hơn hình thành trong tháng 2 và tháng 3: Funani, Gelena, Haleh, Idai và Joaninha. Ngoài ra, Savannah đã đi vào lưu vực từ lưu vực Australia với tư cách là một cơn bão nhiệt đới dữ dội vào tháng 3. Vào ngày 21 tháng 4 năm 2019, hai cơn bão cuối cùng của mùa hình thành cùng lúc là Kenneth và Lorna.
- Bão Eketsang không được JTWC Công nhận là bão vì nó chỉ là một Áp thấp nhiệt đới.

## Các cơn bão

### Bão nhiệt đới dữ dội Bouchra
Một hình thế thời tiết là vùng áp suất thấp yếu đã hình thành vào ngày 1 tháng 11 ở khu vực gần xích đạo thuộc Ấn Độ Dương thuộc khu vực mà Météo-France (cơ quan khí tượng của Pháp) là trung tâm khí tượng chuyên ngành của khu vực này. Hình thế này di chuyển chậm về phía Đông trong vài ngày sau đó và ít dấu hiệu mạnh lên. Cuối ngày 9 tháng 11 cấu trúc của hình thế đã đủ tốt và Météo-France phân loại là một vùng nhiễu động nhiệt đới. Rất nhanh sau đó, hệ thống vượt qua kinh tuyến 900Đ và tiến vào khu vực mà TCWC Jakarta là cơ quan khí tượng chuyên ngành,  TCWC Jakarta phân loại là áp thấp nhiệt đới vào ngày 10 tháng 11 theo giờ địa phương. Cuối cùng ngày hôm đó, JTWC đánh giá vùng áp thấp này đã mạnh lên thành bão nhiệt đới trên và gán cho hệ thống này số hiệu không chính thức là 04S. Vài giờ sau, lúc 10:00 UTC, hệ thống di chuyển ngược về phía tây và quay trở lại khu vực Tây Nam Ấn Độ Dương. Áp thấp được đặt tên 'Bouchra' từ Météo-France do cơ quan này đã đánh giá nó mạnh lên thành bão và trải qua quá trình tăng cường độ nhanh chóng kéo dài 12 giờ, kết quả là bão mạnh lên thành bão nhiệt đới dữ dội.
Trong những ngày tiếp theo, Bouchra đã chiến đấu với các điều kiện khí quyển ngày càng bất lợi và trải qua một xu hướng suy yếu dần. Trong thời gian này, cơn bão đã tiến hành theo dõi một vòng xoáy chậm ở ngay phía tây biên giới của khu vực Úc trong những ảnh hưởng chỉ đạo chung yếu và thường đứng yên. Sau khi uốn khúc ở đây trong một số ngày, hệ thống đã quay trở lại khu vực Úc vào cuối ngày 12 tháng 11. Ở giai đoạn này, hệ thống đã suy yếu đáng kể từ cường độ cực đại của nó, và chỉ ở cường độ áp thấp nhiệt đới. Tuy nhiên, thời gian cư trú trong lưu vực Úc đã được chứng minh là ngắn ngủi một lần nữa, tuy nhiên, với Météo-France chỉ ra rằng Bouchra Ex-Tropical Bouchra đã quay trở lại vùng cực đông của khu vực trách nhiệm của họ vào đầu ngày 13 tháng 11. Vào đầu giờ chiều ngày 14 tháng 11, Cục Khí tượng Úc lưu ý rằng hệ thống này đã quay trở lại lưu vực khu vực Úc. Tuy nhiên, vào ngày 17 tháng 11, Bouchra đã quay trở lại lưu vực Tây Nam Ấn Độ Dương, khi cơn bão bắt đầu đi theo một quỹ đạo phía tây nam.

### Bão xoáy nhiệt đới mạnh Idai
Là một áp thấp nhiệt đới, Idai ảnh hưởng đến Malawi và Mozambique trong lần đổ bộ đầu tiên. Ít nhất 56 người thiệt mạng và 577 người khác bị thương do lũ lụt ở Malawi. Khoảng 83.000 người phải di tản. Các quận phía nam Chikwawa và Nsanje bị cô lập bởi nước lũ.  Tại Mozambique, 66 người thiệt mạng do lũ lụt và ảnh hưởng đến 141.000 người. Hội đồng Bộ trưởng yêu cầu 1,1 tỷ metical (17,6 triệu USD) để giúp đỡ những người bị ảnh hưởng bởi lũ lụt.  Tổng cộng, Idai đã giết chết ít nhất 1.297 người và khiến hàng nghìn người khác mất tích, trở thành một trong những cơn bão nhiệt đới nguy hiểm nhất trong lịch sử hiện đại của Châu Phi và Nam bán cầu nói chung. Với số người chết này, Idai là cơn bão nhiệt đới nguy hiểm nhất được ghi nhận ở lưu vực Tây Nam Ấn Độ Dương và là cơn bão nhiệt đới nguy hiểm thứ hai nói chung ở Nam bán cầu , chỉ sau Bão Flores vào năm 1973.  Ngoài ra, tổng thiệt hại từ cơn bão lên tới 3,3 tỷ USD (2019 USD), khiến Idai trở thành cơn bão tốn kém nhất được ghi nhận trong lưu vực.

### Bão xoáy nhiệt đới mạnh Kenneth
Kenneth đã giết ít nhất 52 người; gồm bảy người trên đảo Comoros,  và ít nhất 45 người ở Mozambique.  Tại Mozambique, Kenneth đã gây ra thiệt hại trên diện rộng ở thành phố Pemba, bao gồm mất điện trên diện rộng và nhiều cây cối bị đốn hạ. Kenneth được ước tính đã gây ra thiệt hại ít nhất 345 triệu USD. 

## Tóm tắt mùa bão

### Tên bão
Ở phía Tây Nam Ấn Độ Dương, áp thấp nhiệt đới và bao nhiệt đới có tốc độ gió kéo dài 10 phút 65 km / giờ (40 dặm / giờ) trở lên thì Trung tâm Khí tượng Chuyên ngành Khu vực trên đảo La Réunion, Pháp (RSMC La Réunion) thường được gắn một cái tên. Tuy nhiên, chính các Trung tâm Tư vấn Bão nhiệt đới Tiểu vùng ở Mauritius và Madagascar đã đặt tên cho các hệ thống này. Trung tâm tư vấn Bão nhiệt đới tiểu vùng ở Mauritius đặt tên cho một cơn bão nên nó sẽ mạnh lên thành một cơn bão nhiệt đới vừa phải trong khoảng từ 55°E đến 90°E. Nếu thay vào đó, một cơn bão mạnh lên thành một cơn bão nhiệt đới vừa phải trong khoảng từ 30°E đến 55°E thì Trung tâm Tư vấn Bão nhiệt đới Tiểu vùng ở Madagascar chỉ định tên thích hợp cho cơn bão. Bắt đầu từ mùa bão 2016-17, danh sách tên trong vùng Tây Nam Ấn Độ Dương sẽ được luân chuyển trên cơ sở ba năm một lần. Tên bão chỉ được sử dụng một lần, do đó, bất kỳ tên bão nào được sử dụng trong năm nay sẽ bị xóa khỏi vòng quay và được thay thế bằng tên mới cho mùa bão 2021-22. Những cái tên không được sử dụng dự kiến sẽ được sử dụng lại trong danh sách cho mùa bão 2021-22
| - Alcide - Bouchra - Cilida - Desmond - Eketsang - Funani - Gelena - Haleh - Idai | - Joaninha - Kennenth - Lorna - Maipelo (chưa sử dụng) - Njazi (chưa sử dụng) - Oscar (chưa sử dụng) - Pamela (chưa sử dụng) - Quentin (chưa sử dụng) - Rajab (chưa sử dụng) | - Savana (chưa sử dụng) - Themba (chưa sử dụng) - Uyapo (chưa sử dụng) - Viviane (chưa sử dụng) - Walter (chưa sử dụng) - Xangy (chưa sử dụng) - Yemurai (chưa sử dụng) - Zanele (chưa sử dụng) |

Kenanga đi vào khu vực này như một cơn bão nhiệt đới từ Mùa bão khu vực Úc 2018-19 vào ngày 16 tháng 12, giữ nguyên tên của Khí tượng học, Khí hậu học và Cơ quan địa vật lý tại thành phố Jakarta, Indonesia (TCWC Jakarta).

### Tóm tắt mùa bão
| Tên bão                                    | Thời gian hoạt động                      | Cấp độ cao nhất               | Sức gió duy trì    | Áp suất               | Khu vực tác động               | Tổn thất (USD) | Số người chết | Tham khảo |
| ------------------------------------------ | ---------------------------------------- | ----------------------------- | ------------------ | --------------------- | ------------------------------ | -------------- | ------------- | --------- |
| 01                                         | 13 Tháng 9 – 17 Tháng 9                  | Bão nhiệt đới trung bình      | 75 km/h (45 mph)   | 1004 hPa (29.65 inHg) | Không có                       | Không có       | Không có      |           |
| Alcide                                     | 5 Tháng 11 – 12 Tháng 11                 | Bão xoáy nhiệt đới mạnh Cấp 3 | 165 km/h (105 mph) | 965 hPa (28.50 inHg)  | Agaléga, Madagascar            | Không có       | Không có      |           |
| Bouchra                                    | 9 Tháng 11 – 19 Tháng 11                 | Bão nhiệt đới dữ dội          | 95 km/h (60 mph)   | 990 hPa (29.23 inHg)  | Không có                       | Không có       | Không có      |           |
| Kenanga                                    | 16 Tháng 12 – 22 Tháng 12                | Bão xoáy nhiệt đới mạnh Cấp 4 | 185 km/h (115 mph) | 942 hPa (27.81 inHg)  | Không có                       | Không có       | Không có      |           |
| Cilida                                     | 16 Tháng 12 – 24 Tháng 12                | Bão xoáy nhiệt đới mạnh Cấp 4 | 215 km/h (130 mph) | 940 hPa (27.76 inHg)  | Mauritius, Rodrigues           | Không có       | Không có      |           |
| Desmond                                    | 17 Tháng 1 – 22 Tháng 1                  | Bão nhiệt đới trung bình      | 65 km/h (40 mph)   | 995 hPa (29.38 inHg)  | Mozambique                     | Không có       | Không có      |           |
| Eketsang                                   | 22 Tháng 1 – 24 Tháng 1                  | Bão nhiệt đới trung bình      | 75 km/h (45 mph)   | 993 hPa (29.32 inHg)  | Madagascar                     | Không có       | 27            |           |
| Funani                                     | 3 Tháng 02 – 10 Tháng 02                 | Bão xoáy nhiệt đới mạnh Cấp 4 | 195 km/h (120 mph) | 940 hPa (27.76 inHg)  | Không có                       | Không có       | Không có      |           |
| Gelena                                     | 4 Tháng 02 – 11 Tháng 02                 | Bão xoáy nhiệt đới mạnh Cấp 4 | 205 km/h (125 mph) | 942 hPa (27.82 inHg)  | Không có                       | 1 Triệu $      | Không có      |           |
| Haleh                                      | 28 Tháng 02 – 7 Tháng 03                 | Bão xoáy nhiệt đới mạnh cấp 4 | 175 km/h (110 mph) | 945 hPa (27.91 inHg)  | Không có                       | Không có       | Không có      |           |
| Idai                                       | 4 Tháng 03 – 16 Tháng 3                  | Bão xoáy nhiệt đới mạnh Cấp 3 | 165 km/h (105 mph) | 960 hPa (28.35 inHg)  | Mozambique, Malawi, Madagascar | 2,2 tỷ $       | 33            |           |
| Tổng tỷ số mùa bão                         |                                          |                               |                    |                       |                                |                |               |           |
| 15 Xoáy thuận nhiệt đới(Kenneth mạnh nhất) | 13 Tháng 9 năm 2018 – 1 tháng 5 năm 2019 |                               | 230 km/h (145 mph) | 934 hPa (27,58 inHg)  |                                | >$2,31 tỷ      | 1,327         |           |